# Lagoinha do Piauí
Lagoinha do Piauí este un oraș în Piauí (PI), Brazilia.